# Javier Tomeo
Javier Tomeo Estoiro (Quicena, Huesca, 9 de setembro de 1932 — Barcelona, 22 de junho de 2013) foi um escritor e dramaturgo espanhol.

## Biografia
Licenciou-se em Direito e Criminología na Universidade de Barcelona.
Nos anos cinquenta escreveu literatura popular sob o pseudónimo de «Frantz Keller» para a Editorial Bruguera: alguns romances do oeste, de terror e inclusive uma História da escravatura, bem como outras obras com pseudónimos de origem anglófona.
Em 1963 editou, juntamente com Juan María Estadella, A brujería e a superstição em Cataluña.
Em 1967 publicou o seu primeiro romance «sério».
Obteve em 1971 o prémio de romance curto Cidade de Barbastro, por Unicornio.
Na década de setenta apareceram outros títulos como O castelo da carta criptografada.
Nos anos oitenta deixou alguns romances como Diálogo em re maior e Amado monstro, e seu universo literário cresceu nos anos noventa com a publicação de numerosos livros: O gallitigre (1990), O crime do cinema Oriente (1995), Os mistérios da ópera (1997), Napoleón VII (1999) ou Contos perversos (2002), entre outros.
Vivia só. Não tinha irmãos. Não teve filhos.
Nos últimos meses de sua vida teve múltiplas complicações da sua diabetes e faleceu aos 80 anos com uma grave infecção no Hospital Sagrado Coração de Barcelona.
A 26 de junho de 2013 celebrou-se em Barcelona um funeral laico. O 27 de junho foi enterrado no cemitério de Quicena.

## Obra
- O Castelo da Carta Cifrada

## Prémios

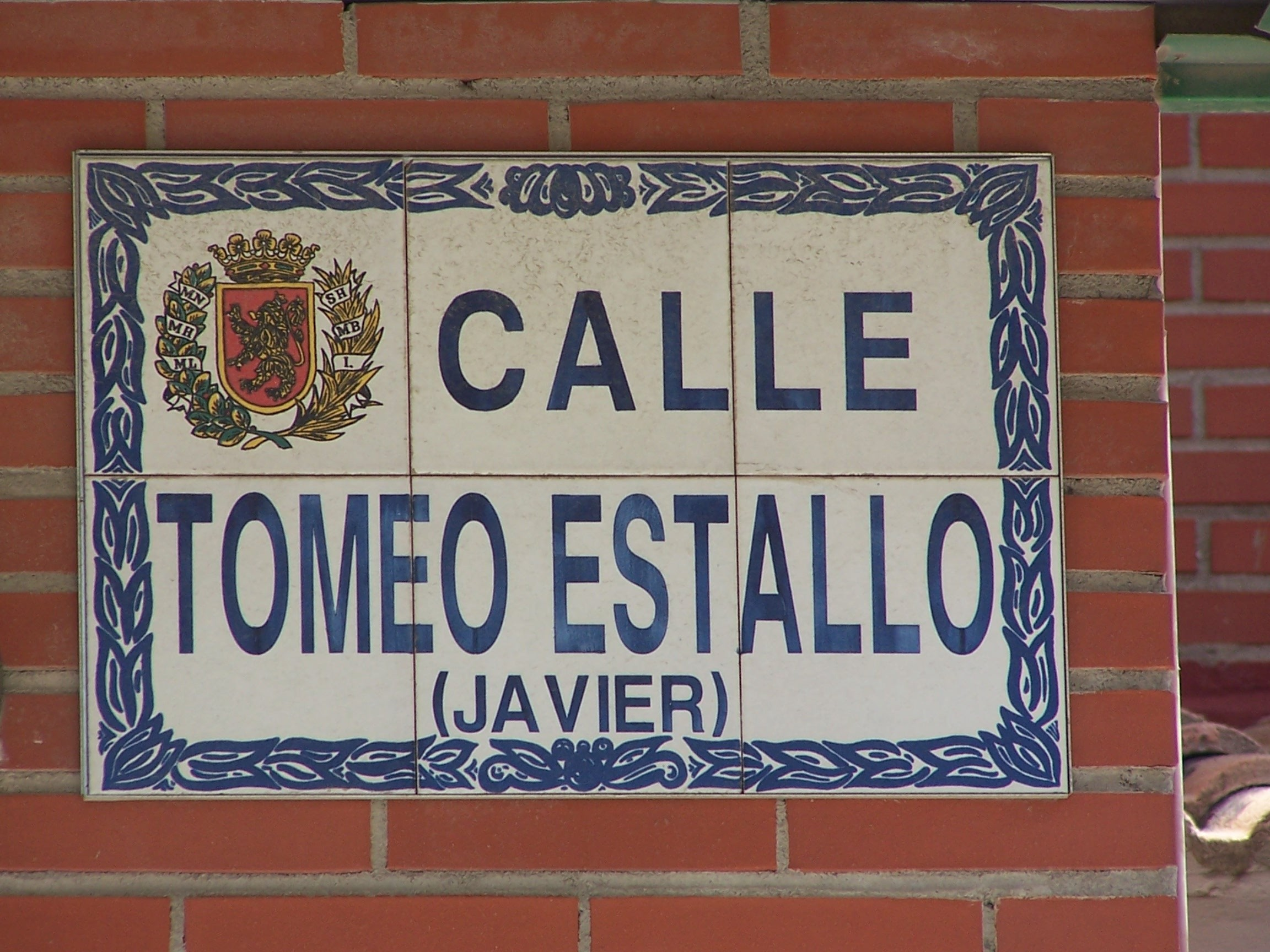
Rua dedicada a Javier Tomeo em Saragoça

Em 1971 obteve o prémio de romance curto Cidade de Barbastro, por Unicornio.
Obteve o Prêmio Aragón das Letras em 1994.
A 8 de outubro de 2005 recebeu a Medalha de Ouro da Prefeitura de Saragoça.